# Avenida Chang'an

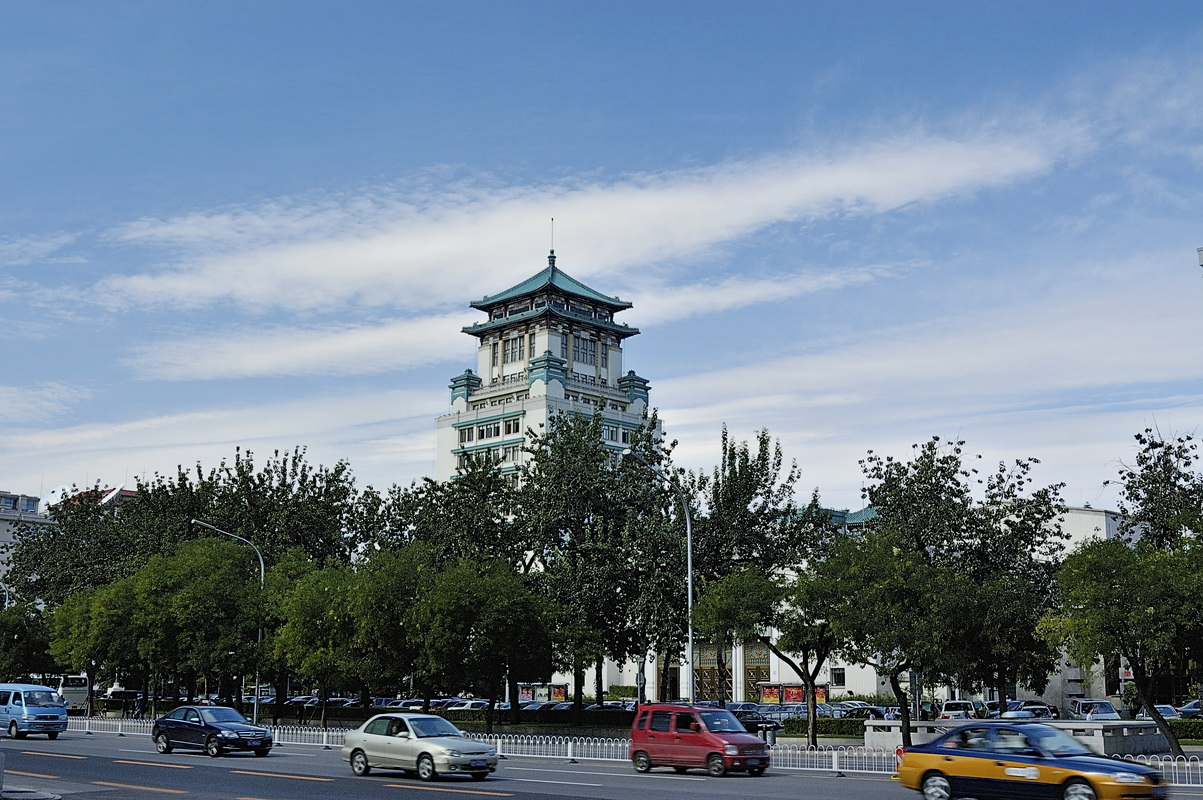
Chang'an Avenue

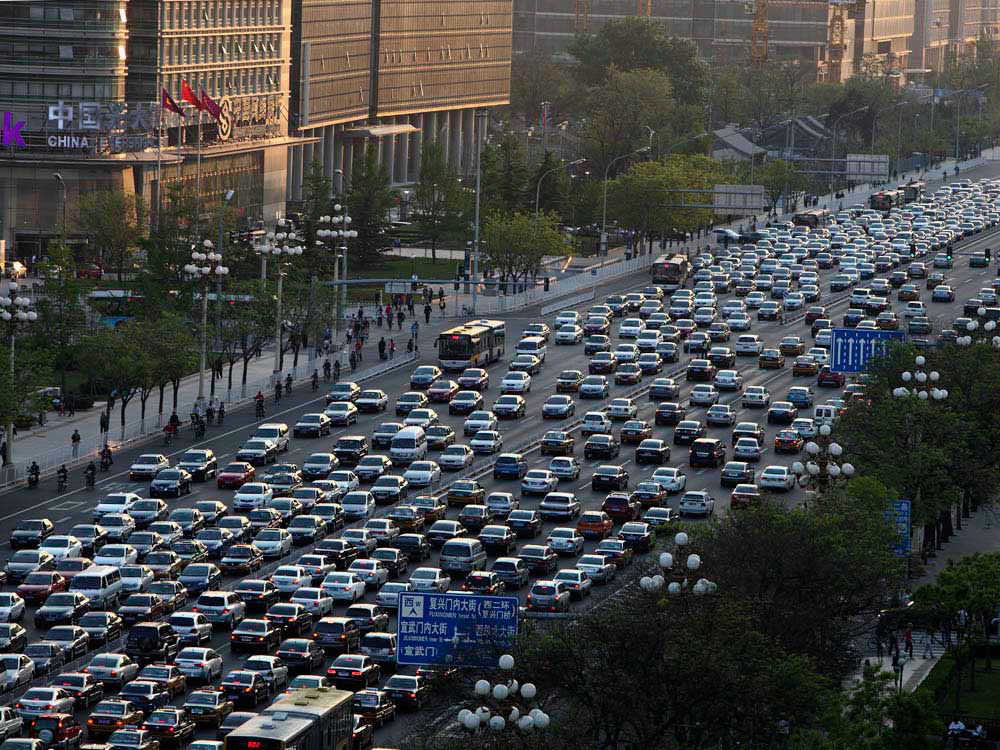
El tráfico de la Avenida Chang'an por la mañana

La Avenida Chang'an (en chino tradicional, 長安街; en chino simplificado, 长安街; pinyin, Cháng'ān Jiē), literalmente "Calle de la Paz Eterna", es una calle importante de Pekín, China. También es llamada a veces Shili Changjie (en chino tradicional, 十里長街; en chino simplificado, 十里长街; pinyin, Cháng'ān Jiē), que significa la Calle Larga de diez Li.
Chang'an es el antiguo nombre de Xi'an, que fue capital de China durante la Dinastía Tang y otros períodos. 
En el sentido estricto, la Avenida Chang'an solo abarca West Chang'an Avenue y East Chang'an Avenue. Sin embargo, también se usa para referirse al tramo desde Fuxingmen en el oeste del Segunda Circunvalación hasta Jianguomen en el este de la Segunda Circunvalación.
A grandes rasgos, se refiere a la extensión de calle (la Avenida Chang'an Extendida) entre el Distrito de Shijingshan hasta el Distrito de Tongzhou, que incluye partes de la Autopista Jingtong.
Este artículo considera a la Avenida Chang'an como la calle desde Fuxing Road hasta el comienzo del Jingtong Expressway (al este de la Quinta Circunvalación). Otros la han definido como la calle desde Shijingshan Road hasta Dawangqiao, en Jianguo Road.
En 2009 se amplió la calle a 10 carriles, como parte del 60.º aniversario de la República Popular China.

## Importancia
Chang'an Avenue es la calle justo antes de la Puerta de Tian'anmen y al norte de Plaza de Tian'anmen. Por su situación, Chang'an Avenue ha estado asociada con varios eventos importantes de la historia de China, como las Protestas de la Plaza de Tian'anmen de 1989 (incluida la famosa confrontació del hombre del tanque), el Movimiento del Cuatro de Mayo y la procesión funeral de Zhou Enlai. Durante celebraciones importantes de la República Popular China, se realizan desfiles militares en Chang'an Avenue, que van del este al oeste a lo largo de la avenida, pasando por la puerta de Tian'anmen.
Situados a lo largo de Chang'an Avenue y cerca de la Plaza de Tian'anmen están el Gran Salón del Pueblo, Zhongnanhai, y edificios del gobierno central. El Museo Nacional de China, el Gran Teatro Nacional de China, Wangfujing, el Salón de Conciertos de Pekín, la sede del banco central de China y el Banco Popular Chino también están en Chang'an Avenue. La Estación de Trenes de Pékín y la Estación Oeste de Trenes de Pekín están situadas cerca de Chang'an Avenue. La Línea 1 del Metro de Pekín discurre por debajo de esta avenida.
Por su importante ubicación, en Chang'an Avenue aplican regulaciones especiales. Por ejemplo, los camiones y vehículos de carga están prohibidos de día y de noche, y no se permite publicidad comercial en la calle.

## Secciones
Nota: Este artículo considera Chang'an Avenue como la calle desde el oeste hasta el este de la Quinta Circunvalación, que define el área urbana de Pekín.
- Fuxing Road
- Fuxingmen Outer Street
- Fuxingmen Inner Street
- West Chang'an Avenue
- East Chang'an Avenue
- Jianguomen Inner Street
- Jianguomen Outer Street
- Jianguo Road
- Jingtong Expressway